# Olympische Sommerspiele 1904/Leichtathletik – Standhochsprung (Männer)
Der Standhochsprung der Männer bei den Olympischen Spielen 1904 in St. Louis wurde am 31. August 1904 im Francis Field ausgetragen.
Es gab einen US-amerikanischen Dreifacherfolg. Olympiasieger wurde Standsprungspezialist Ray Ewry. Joseph Stadler errang die Silbermedaille, Bronze gewann Lawson Robertson.

## Rekorde
Die damals bestehenden Weltrekorde waren noch inoffiziell.
| Weltrekord         | 1,655 m | Ray Ewry | USA | Paris, 16. Juli 1900                 |
| Olympischer Rekord | 1,655 m | Ray Ewry | USA | Finale OS Paris (FRA), 16. Juli 1900 |

Der bestehende olympische Rekord blieb hier in St. Louis nach den Angaben aller Quellen unerreicht.

## Ergebnis
|       |                  |      | Höhenangaben | Höhenangaben                | Höhenangaben                |
| Platz | Name             | Land | Kluge        | Sports Reference            | IOC-Seite                   |
| ----- | ---------------- | ---- | ------------ | --------------------------- | --------------------------- |
| 1     | Ray Ewry         | USA  | 1,49 m       | 1,60 m                      | 1,60 m                      |
| 2     | Joseph Stadler   | USA  | 1,45 m       | 1,44 m                      | 1,45 m                      |
| 3     | Lawson Robertson | USA  | 1,45 m       | 1,44 m                      | 1,45 m                      |
| 4     | John Biller      | USA  | 1,42 m       | 1,42 m                      | 1,42 m                      |
| 5     | Lajos Gönczy     | HUN  | 1,35 m       | 1,35 m                      | 1,35 m                      |
| 6–8   | Fred Schule      | USA  | k. A.        | Teilnehmer nicht aufgeführt | Teilnehmer nicht aufgeführt |
| 6–8   | John Fuhrer      | USA  | k. A.        | Teilnehmer nicht aufgeführt | Teilnehmer nicht aufgeführt |
| 6–8   | Gwynne Evans     | USA  | k. A.        | Teilnehmer nicht aufgeführt | Teilnehmer nicht aufgeführt |

| Platz | Name             | Land | Höhe   |
| ----- | ---------------- | ---- | ------ |
| 1     | Ray Ewry         | USA  | 1,50 m |
| 2     | Joseph Stadler   | USA  | 1,45 m |
| 2     | Lawson Robertson | USA  | 1,45 m |
| 4     | John Biller      | USA  | 1,42 m |

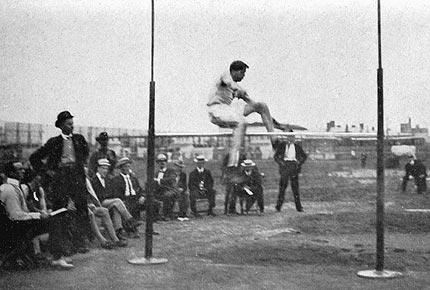
Ray Ewry beim Hochsprung aus dem Stand

Nach seiner Goldmedaille im Standhochsprung und zwei Tage zuvor im Standweitsprung war Raymond Ewry hier in St. Louis bereits Doppelolympiasieger. Auch den später anstehenden Standdreisprung sollte er noch gewinnen. Damit hatte er am Ende in allen drei Standsprungwettbewerben seinen Sieg von vor vier Jahren wiederholt und war nach diesen Spielen bereits sechsfacher Goldmedaillengewinner.
Die Angaben zu dieser Disziplin sind in allen hier verwendeten Quellen etwas abweichend voneinander. Das betrifft die Höhenangaben, die sich vor allem beim Sieger deutlich unterscheiden, die Platzierungen und die Frage, wer als Teilnehmer dabei war. Die unterschiedlichen Versionen sind in den Tabellen oben dargestellt.
Platz zwei wurde durch einen Stichkampf entschieden, bei dem sich Joseph Stadler gegen Lawson Robertson durchsetzte. Auch Stadler nahm hier nur an den Standsprungwettbewerben teil und gewann später im Dreisprung aus dem Stand ebenfalls Bronze. Robertson nahm außerdem am 100-Meter-Lauf teil und wurde dort Sechster. Auch der Olympiasieger des 110-Meter-Hürdenlaufs Frederick Schule war nach Kluge im Standhochsprung beteiligt.

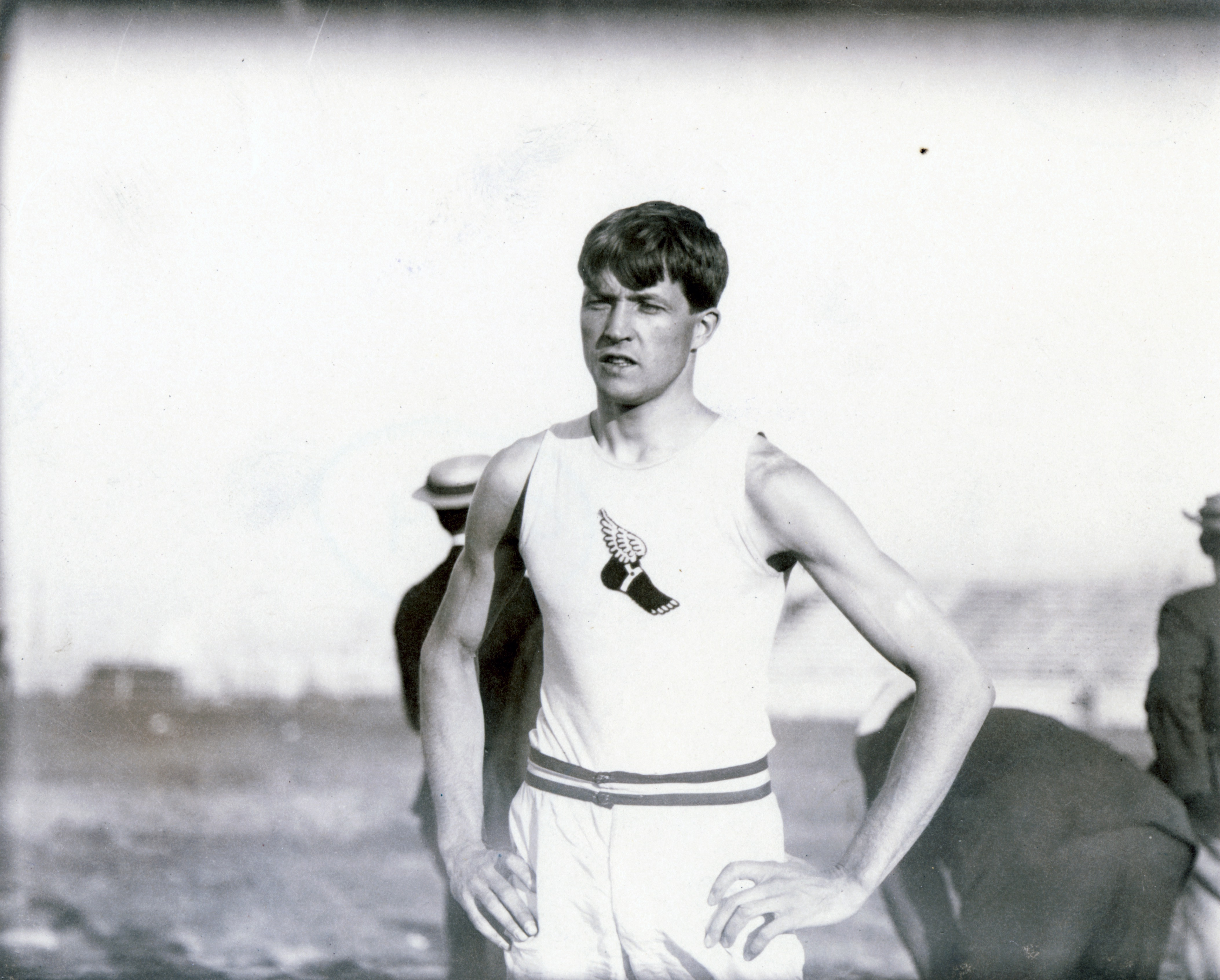
Der nach diesen Spielen sechsfache Olympiasieger Raymond Ewry, Spezialist für alle Standsprungarten
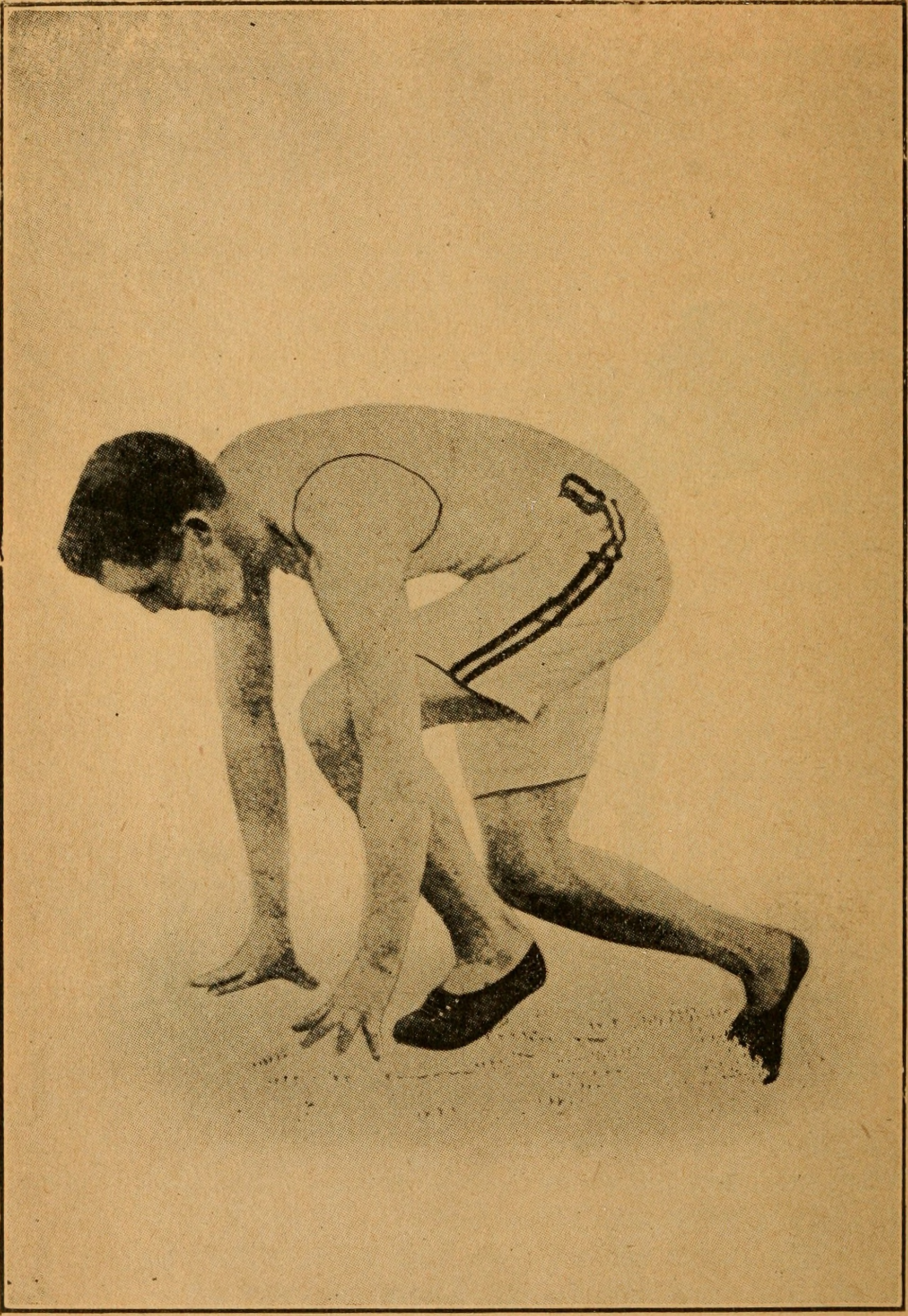
Bronzemedaillengewinner Lawson Robertson, auch Sechster im 100-Meter-Lauf
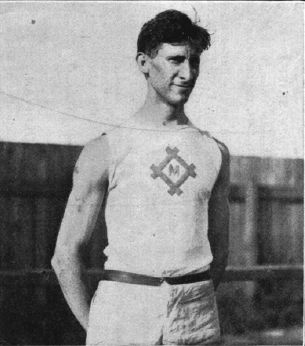
Fred Schule, Olympiasieger über 110 Meter Hürden, war vermutlich auch Teilnehmer im Standhochsprung